# 久米廃寺跡

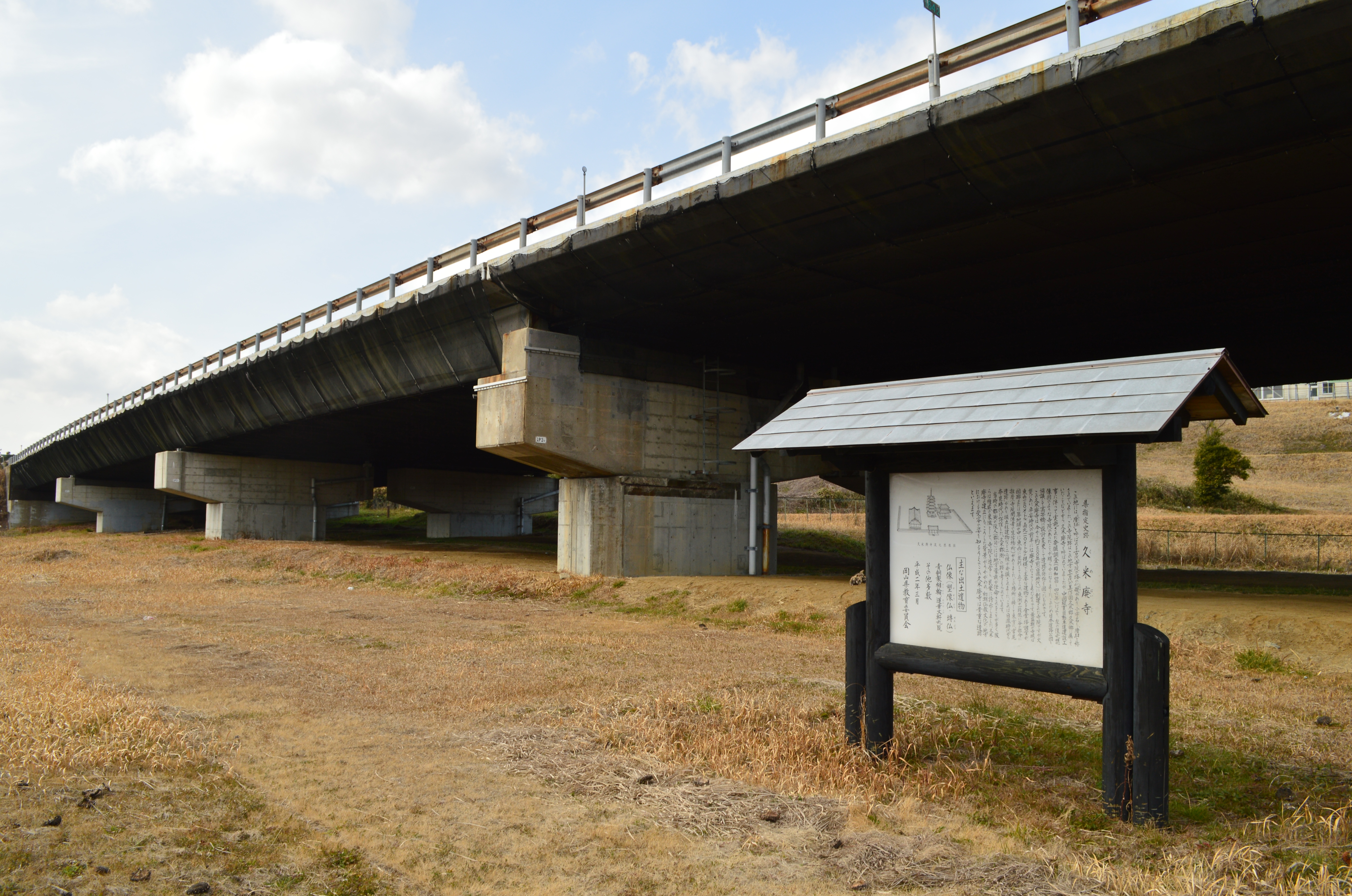
久米廃寺跡 概観中央に中国自動車道。高架下に遺構が保存されている。

久米廃寺跡（くめはいじあと）は、岡山県津山市宮尾にある古代寺院跡。岡山県指定史跡に指定されている。

## 概要

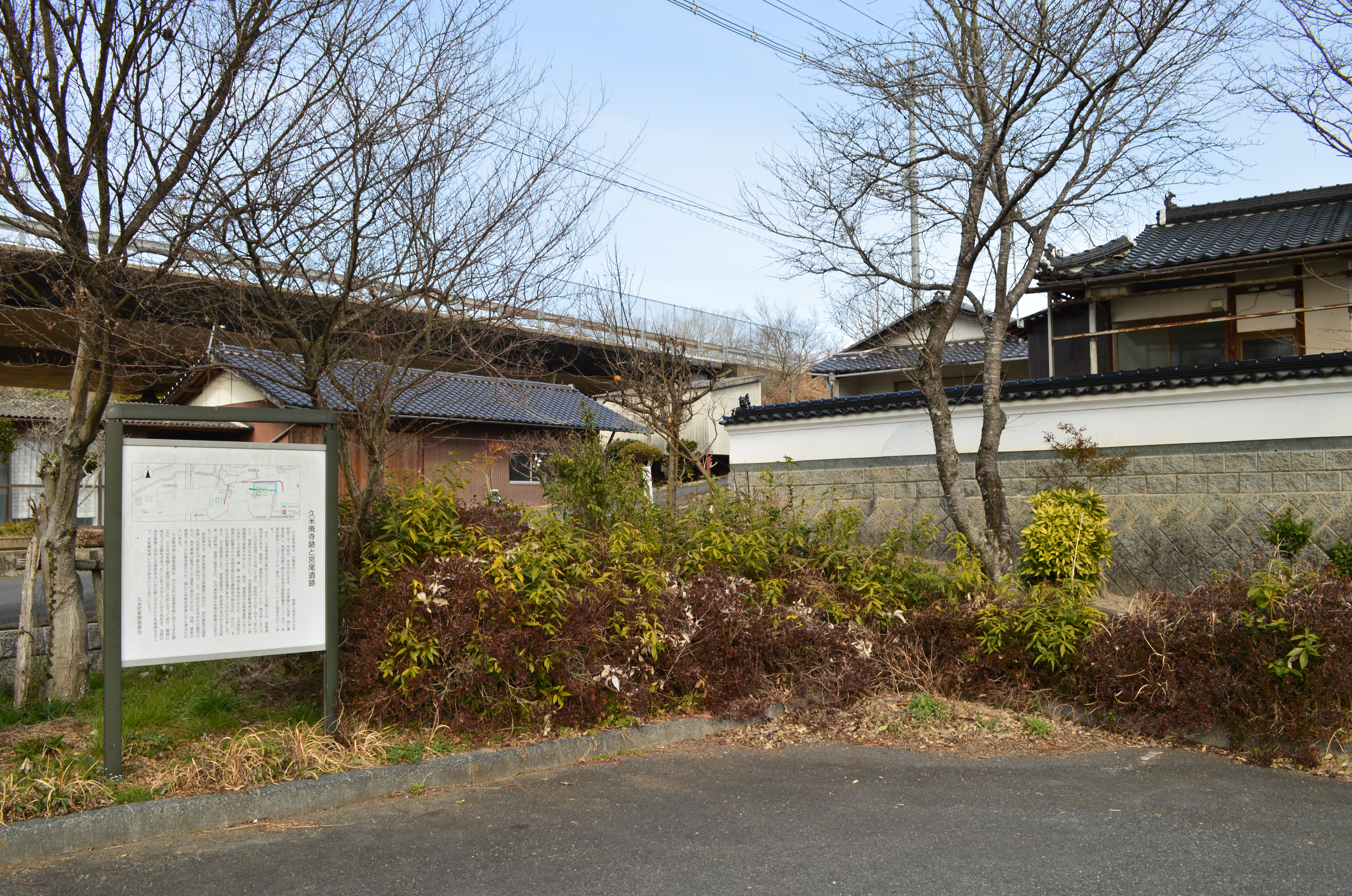
宮尾遺跡（推定久米郡衙跡）

岡山県北部、久米川流域に開けた平地の北端部に位置する。元々の寺名は明らかでなく、「久米」の寺名は当地が古代の美作国久米郡久米郷に属することに由来して称されたものになる。塔心礎が遺存し「唐臼」と称されていたことから寺院の存在は古くから知られ、1969-1971年（昭和44-46年）の中国縦貫自動車道（中国自動車道）の建設工事に際して発掘調査が実施されている。
伽藍は金堂・塔・諸堂が東西に並ぶ独特の伽藍配置であり、白鳳期の7世紀後半頃に創建され、平安時代前半頃に火災で焼失したと推定される。美作地方では最古級の寺院であるとともに、東約300メートルには久米郡衙跡と推定される宮尾遺跡が所在することから、初期仏教文化が郡司の豪族を介して地方に受容されていく様子を示唆する点で重要視される遺跡になる。
寺域は1977年（昭和52年）に岡山県指定史跡に指定された。現在では高架橋に設計変更された高速道路下において保存されている。

## 遺構

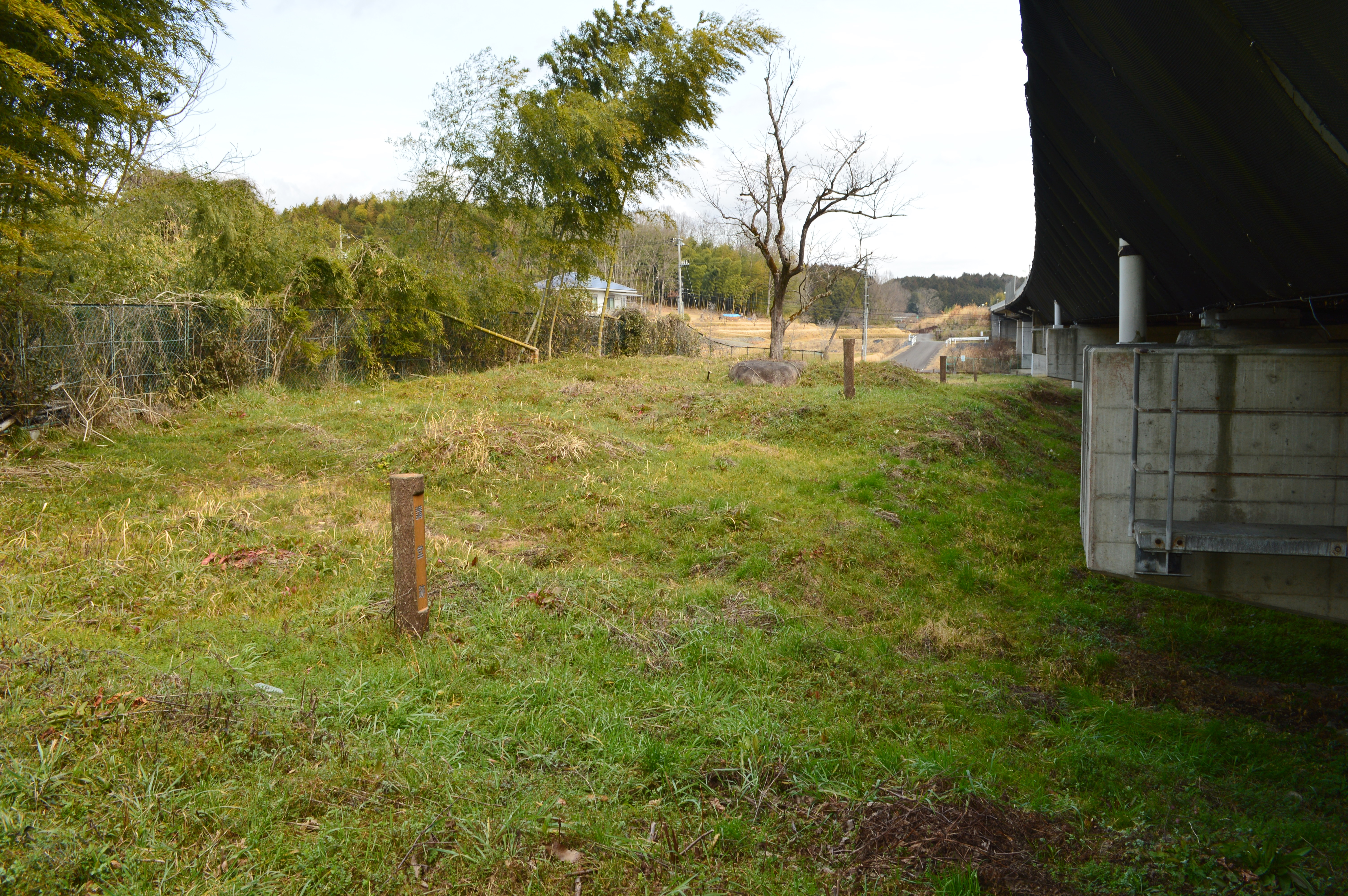
伽藍左手前から右奥に講堂、塔、金堂、僧房（雑舎）。右端は中国自動車道。

寺域は東西130メートル・南北110メートルを測る。主要伽藍として、塔を中心に、東隣に金堂、西に講堂を配する独特の伽藍配置である。伽藍周囲には回廊または築地塀が巡らされるほか、東側の1段低い部分には雑坊が配される。
寺域からの出土品としては、多量の瓦のほか仏像（塑像仏・塼仏）・青銅製相輪などがある。出土瓦の様相によれば、白鳳期の7世紀後半頃の創建で、平安時代前半頃に火災で焼失したと推定される。

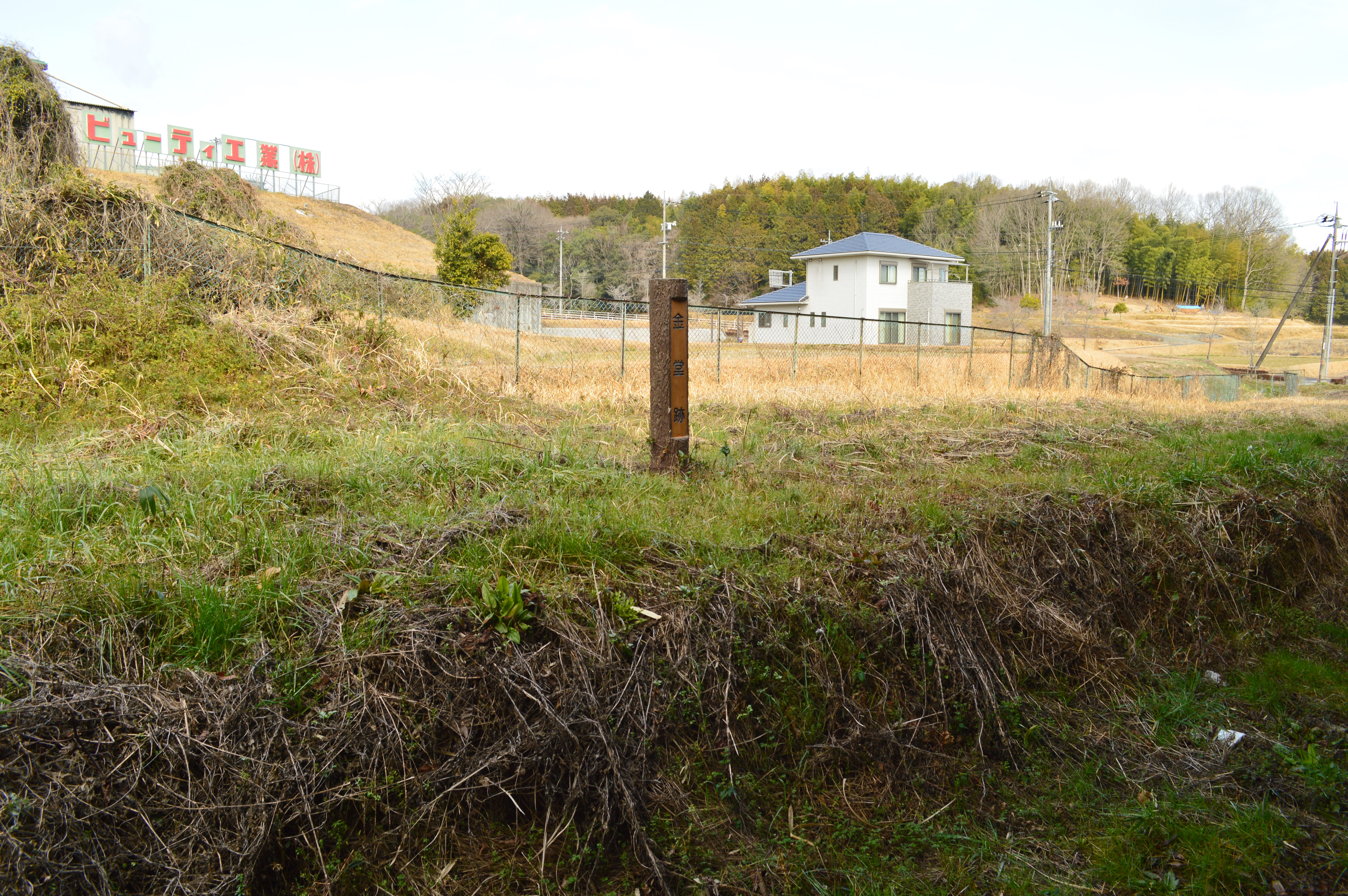
金堂跡
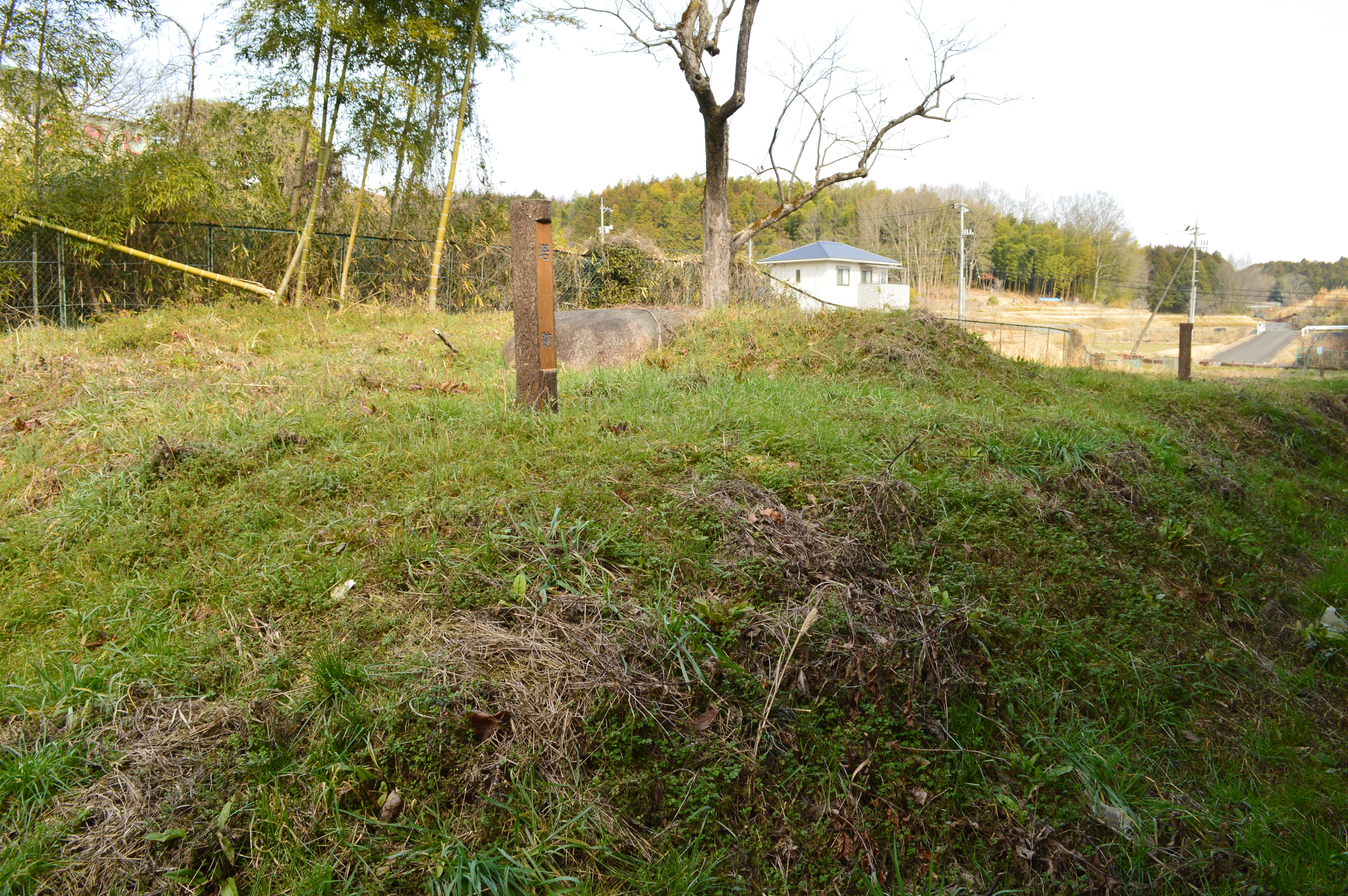
塔跡
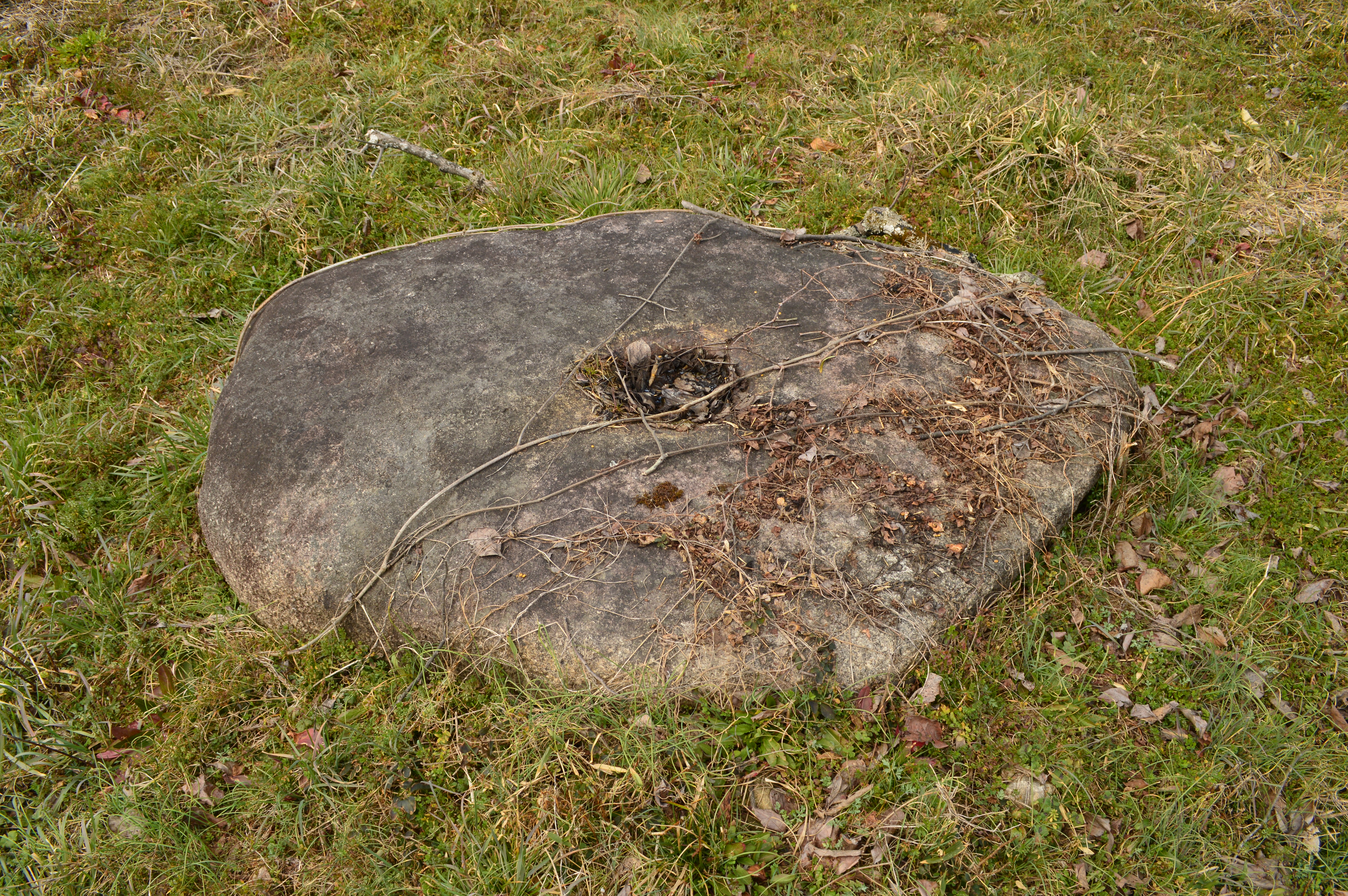
塔心礎
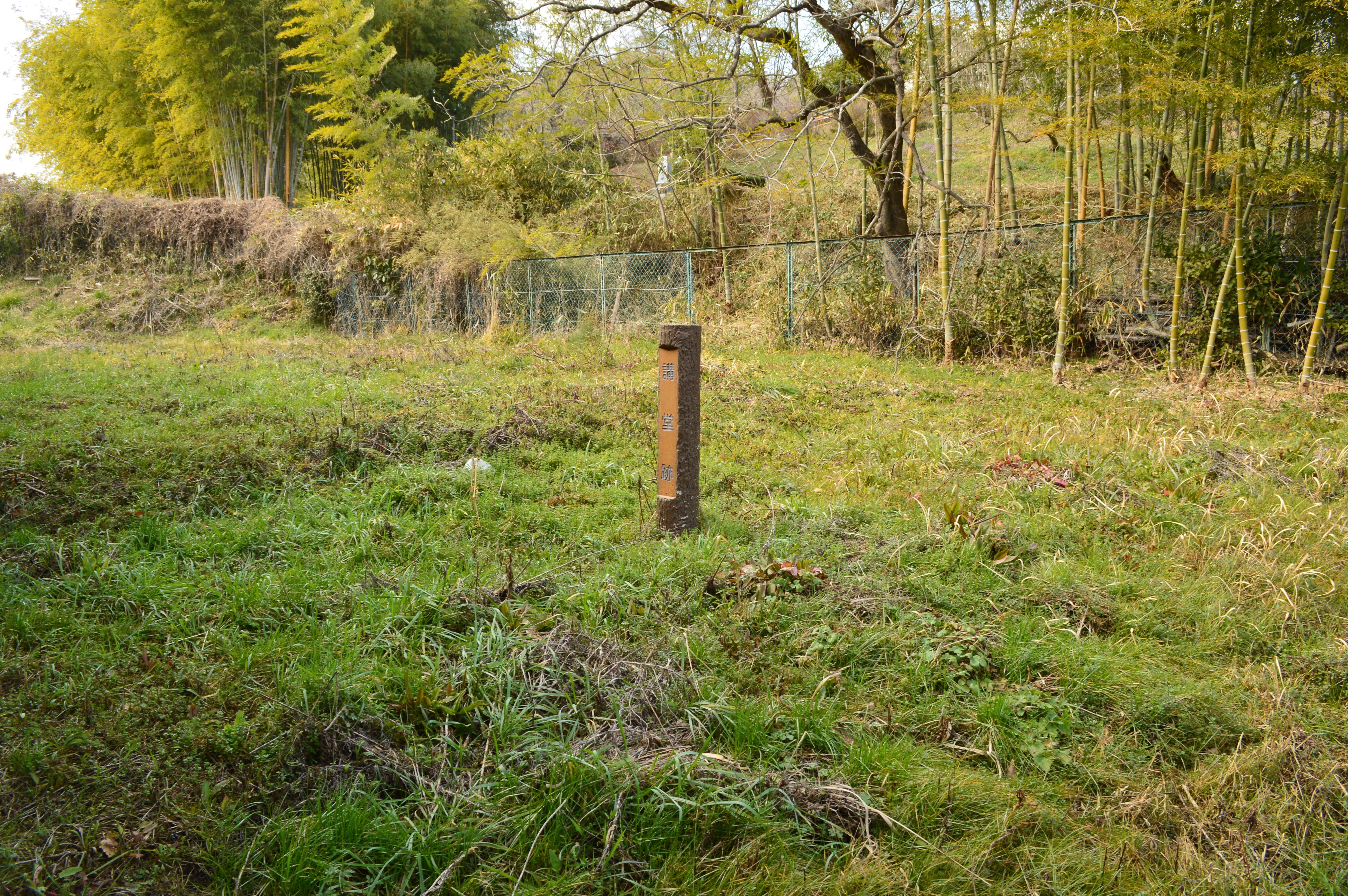
講堂跡
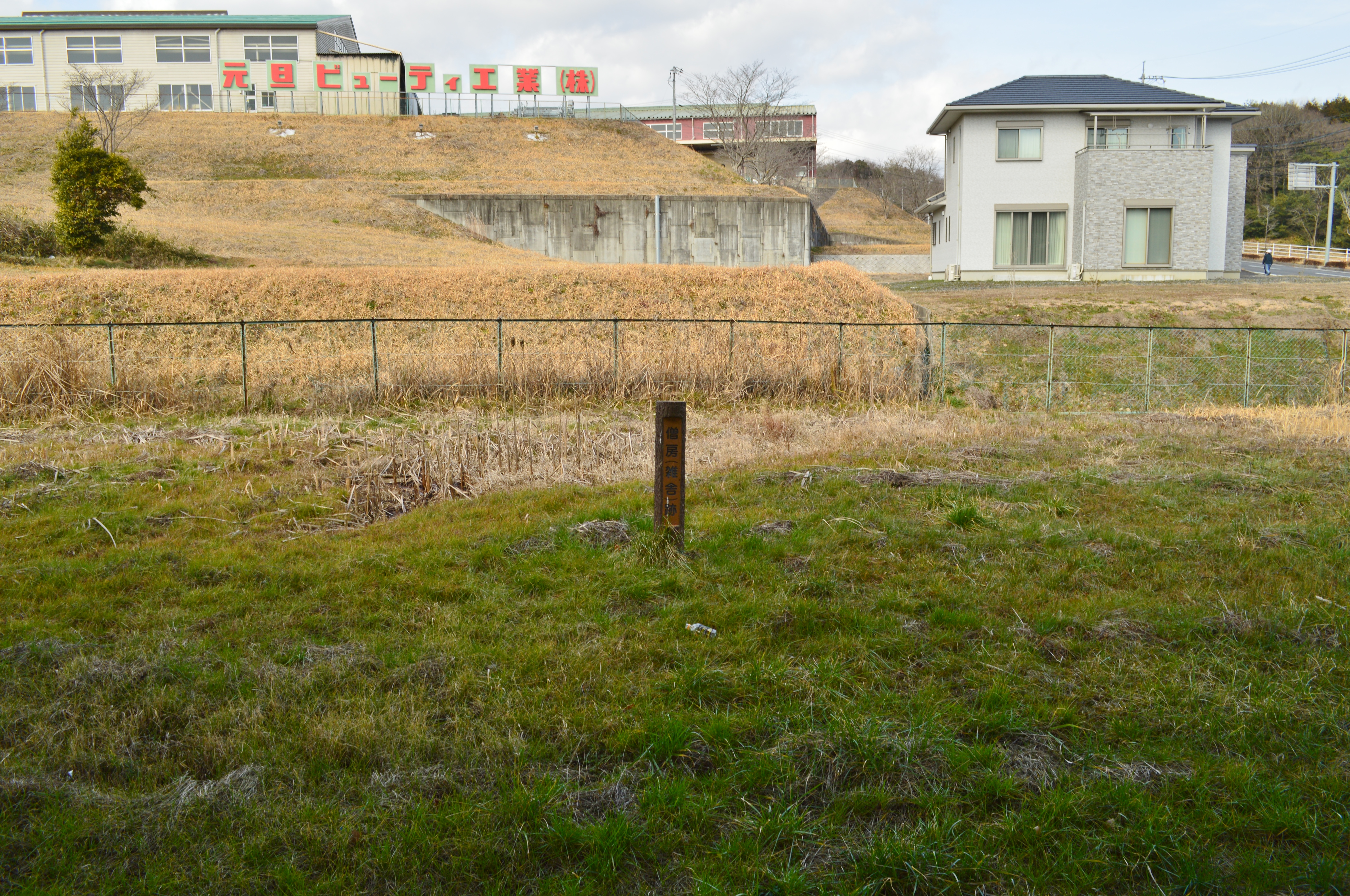
僧房（雑舎）跡

## 文化財

### 岡山県指定文化財
- 史跡
  - 久米廃寺跡 - 1977年（昭和52年）4月8日指定[3]。

## 関連施設
- 久米歴史民俗資料館・民具館（津山市中北下）